# Əliabad (Nachiczewańska Republika Autonomiczna)
Əliabad – miejscowość w południowym Azerbejdżanie w Nachiczewańskiej Republice Autonomicznej. W 2008 roku miejscowość liczyła 9495 mieszkańców.